# جاك فابري
جاك فابري (بالفرنسية: Jacques Fabbri)‏
```
هو 
ممثل
 
فرنسي
، ولد في 4 يوليو 1925 في 
فرنسا
، وتوفي بنفس المكان في 24 ديسمبر 1997.
[
2
]
[
3
]
[
4
]
```

## وصلات خارجية
- جاك فابري على موقع IMDb (الإنجليزية)
- جاك فابري على موقع ألو سيني (الفرنسية)
- جاك فابري على موقع أول موفي (الإنجليزية)
- جاك فابري على موقع قاعدة بيانات الأفلام السويدية (السويدية)
- جاك فابري على موقع ديسكوغز (الإنجليزية)
- جاك فابري على موقع قاعدة بيانات الفيلم (الإنجليزية)
- جاك فابري على موقع كينوبويسك (الروسية)